# Nicole Mannová
Nicole Victoria Aunapu Mannová (přezdívaná Duke; * 27. června 1977 Petaluma) je americká vojenská zkušební pilotka a astronautka NASA, 590. člověk ve vesmíru. Má nalétáno více než 2 500 hodin na 25 typech letadel a 200 přistání na letadlových lodích, včetně 47 bojových misí v Iráku a Afghánistánu. Od podzimu 2022 do jara 2023 při svém prvním kosmickém letu pobývala 157 dní na Mezinárodní vesmírné stanici (ISS) jako členka Expedice 68 a uskutečnila dva výstupy do volného kosmického prostoru.

## Mládí, původ a vzdělání
Nicole Mannová se narodila 27. června 1977 Howardu a Victorii Aunapuovým a vyrůstala v Penngrove v Kalifornii. Pochází z indiánského kmene Vailakiů. Její dědeček Helmuth Aunapu emigroval z Estonska ve 20. letech 20. století a později sloužil jako inženýr v amerických ozbrojených silách.
V roce 1995 odmaturovala na střední škole Rancho Cotate High School. Navštěvovala Námořní akademii USA a v roce 1999 získala titul Bachelor of Science v oboru strojírenství. Hrála za ženský fotbalový klub Navy Midshipmen. Po zařazení do americké námořní pěchoty navštěvovala postgraduální studium na Stanfordově univerzitě, kde získala titul Master of Science v oboru strojírenství se specializací na mechaniku tekutin.

## Vojenská kariéra
Po odmaturování na střední škole navštěvovala The Basic School a zahájila letecký výcvik na námořní letecké základně Pensacola. V roce 2002 absolvovala výcvik na letoun F/A-18 Hornet na námořní letecké základně Oceana. Zúčastnila se války v Iráku a operace Trvalá svoboda. Prošla také specializovaným výcvikem v Námořní škole zkušebních pilotů USA a poté sloužila jako zkušební pilotkai F/A-18 na námořní letecké základně Patuxent River. Tam také zastávala funkci vedoucí expedičního integrovaného produktového týmu Joint Mission Planning System v integrované logistické jednotce PMA-281, když v roce 2012 procházela výběrem mezi astronauty..

## Kariéra v NASA
V roce 2013 byla Mannová vybrána mezi osm členů 21. skupiny astronautů NASA. Základní přípravu dokončila v roce 2015 a poté sloužila jako bezpečnostní a výcvikový důstojník letounu T-38 Talon a byla asistentkou vedoucího průzkumu. Pracovala na vývoji kosmické lodi Orion, nosného systému Space Launch System a pozemních průzkumných systémů. V srpnu 2018 byla přidělena k misi Boeing Crew Flight Test, plánovanému prvnímu zkušebnímu letu kosmické lodi Starliner s posádkou. V říjnu 2021 však byla převedena do posádky letu SpaceX Crew-5 a jmenována její velitelkou.

### 1. kosmický let
Ke svému úvodnímu letu odstartovala 5. října 2022 a stala se tak první domorodou Američankou ve vesmíru a později také první domorodou Američankou, která absolvovala výstup do volného prostoru. Společně s pilotem Joshem Cassadou, japonským astronautem Kóičim Wakatou a ruskou kosmonautkou Annou Kikinovou se stali členy půlroční Expedice 68 a plně se zapojili do vědeckého programu a aktivit souvisejících s údržbou a rozvojem ISS. I proto Mannová s Wakatou 20. ledna 2023 během 7 hodin a 21 minut na příhradovém nosníku stanice osazovali a propojovali montážní platformy pro instalaci dvou nových solárních polí iROSA. Svou práci dokončili při dalším výstupu 2. února 2023, který trval 6 hodin a 41 minut. Mannová i Wakata tak při svou prvních výstupech dosáhli celkové doby 14 hodin a 2 minuty. Posádka ze stanice ve své lodi odletěla 11. března 2023 a přistála 12. března 2023 po 157 dnech, 10 hodinách a 1 minutě letu.

### Další příprava
Mannová se také připravuje na mezinárodní program Artemis a má šanci stát se první ženou na Měsíci při přistání mise Artemis III, které je v současnosti plánováno na rok 2025.

## Osobní život
Mann je vdaná za Travise R. Manna, mají spolu syna. V rozhovoru pro National Geographic v prosinci 2020 uvedla, že se synem často sedí venku a dívají se na Měsíc: „Doufejme, že jednoho dne bude moci sledovat, jak máma prolétá kolem a prochází se po Měsíci“.